# Oesterdam
Pour l’article homonyme, voir Abraham Österdam.
L’Oesterdam est un barrage construit entre Tholen (presqu'île) et Zuid-Beveland dans la partie ouest de l’Escaut occidental. Le barrage fait 11 kilomètres de long, ce qui en fait le plus long des travaux du Plan Delta, il sépare l'Escaut oriental du Canal de l'Escaut au Rhin, il est parallèle au Markiezaatskade qui sépare le canal dans sa partie Est.
La construction de l’Oesterdam commença en 1979 avec l’édification d’une île artificielle. Celle-ci fut achevée en 1980. Le barrage de l’Oesterdam fut alors bâti par étapes, et fut achevé en 1986. L’inauguration officielle n’est intervenue qu’en 1989, par le Commissaire de la Reine de Zélande quand la route sur le barrage a été terminée.
Le barrage sert de liaison routière, il est emprunté par la route N659, contrairement au Markiezaatskade parallèle.
L'écluse Bergsediep a été construite au-dessus des ruines de l'ancienne ville Reimerswaal.

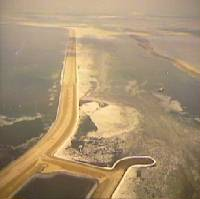
L’Oesterdam en hiver. Source:beeldbankvenw
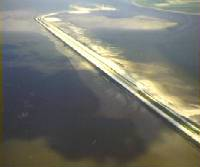
L’Escaut occidental (Oosterschelde) au premier plan, l’Oesterdam et le canal de l'Escaut au Rhin, le Markiezaatskade peut être deviné en haut à gauche. Source:beeldbankvenw

| \| Localisation du Plan Delta dans le Monde \| Algerakering Anvers Bathse spuisluis Belgique Brouwersdam Canal de l'Escaut au Rhin Eau douce Eau de mer Escaut occidental Escaut oriental Grevelingendam Haringvliet Haringvlietdam Hartelkering Hellegatsdam Maeslantkering Markiezaatskade Mer du Nord Oesterdam Oosterscheldekering Pays-Bas Philipsdam Pont du Haringvliet Pont de Zélande Rotterdam Tunnel de l'Escaut occidental Veerse Gatdam Volkerakdam Zandkreekdam |
| Localisation du Plan Delta dans le Monde |